# Кулыколь (Уалихановский район)
Кулыколь (каз. Құлыкөл, до 1998 г. — Чапаевское) — село в Уалихановском районе Северо-Казахстанской области Казахстана. Административный центр Кулыкольского сельского округа. Код КАТО — 596446100.

## Администрация
Аким села — Кендырбаев Бахытжан Кенесович.

## Образование
В селе действует Ауэзовская средняя школа на 600 мест. В 2024 году в школе обучались 169 учеников на казахском и русском языках. Также при школе работает мини-садик «Айгөлек».

## Культура и религия
Для проведения культурно-массовых мероприятий функционирует Дом культуры. Также в селе имеется мечеть, которая обслуживает местное население.

## Спорт
В селе действует спортивный зал имени Алмаса Сулейменова площадью 220 м². В нём проходят тренировки по вольной борьбе, лёгкой атлетике, президентскому многоборью, настольному теннису и гиревому спорту. Зал посещают порядка 20 человек.

## Известные уроженцы
Тасболат Акиш — один из первых казахов-водителей. В 1933–1936 годах проходил службу в Москве, где окончил курсы водителей. Позже был назначен личным шофёром генералов НКВД. Он считается первым казахом, который управлял советским автомобилем ГАЗ-АА («полуторка»), выпущенным в 1932 году.

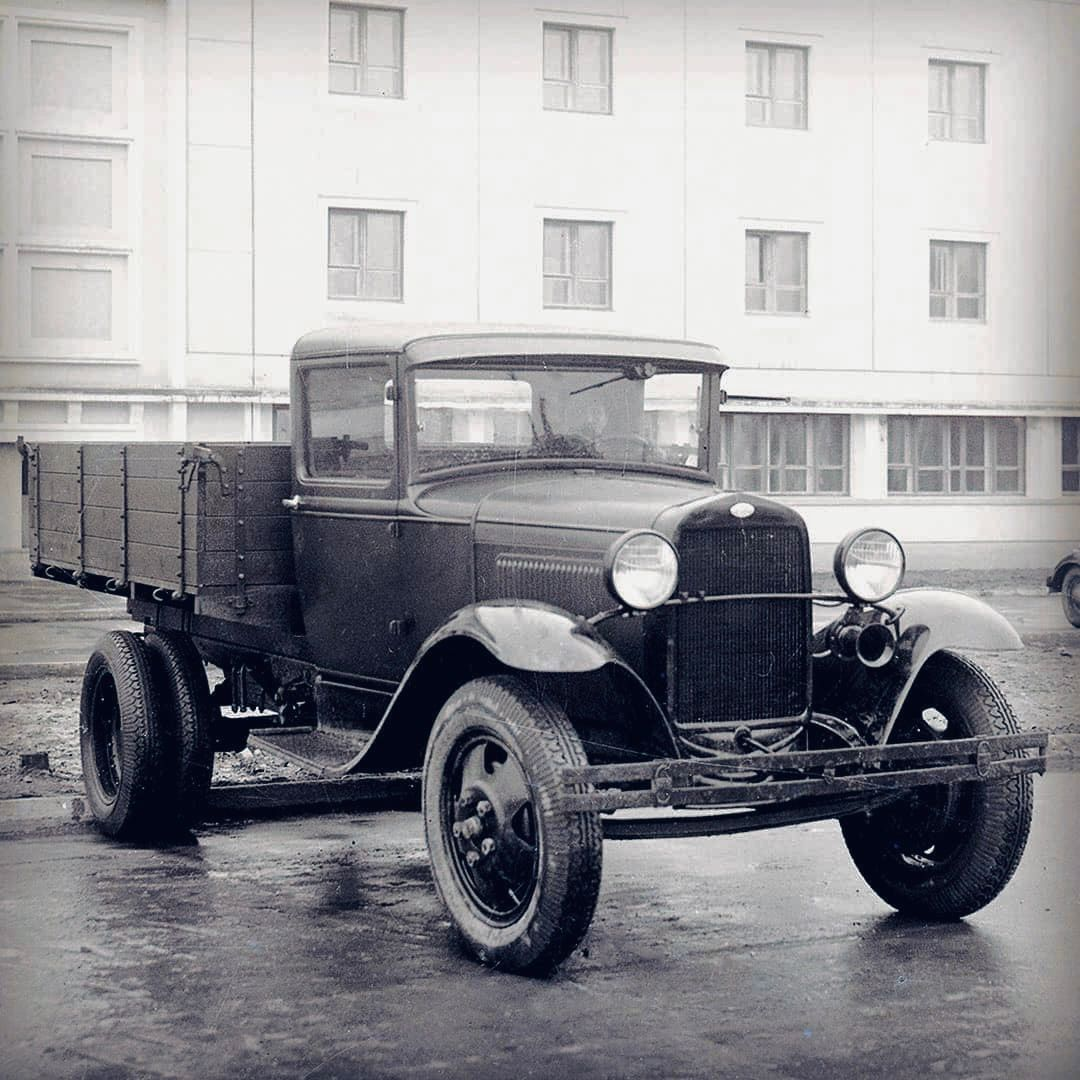
Грузовик ГАЗ-АА, на котором ездил Тасболат Акиш.

## Население
В 1999 году население села составляло 1170 человек (611 мужчин и 559 женщин). По данным переписи 2009 года, в селе проживало 947 человек (481 мужчина и 466 женщин).